# Superbolid nad Sulawesijem 2009.
Superbolid nad Sulawesijem 2009. bila je atmosferska eksplozija vatrene kugle iznad Indonezije 8. listopada 2009., otprilike u 03:00 UTC (11:00 po lokalnom vremenu), u blizini obalnog grada Watampone u južnom Sulawesiju, otok Sulawesi.
Meteorit se raspao na procijenjenoj visini od 15-20 km. Energija udarca bolida procijenjena je u rasponu od 10 do 50 kilotona TNT ekvivalenta, pri čemu je viši kraj ovog raspona vjerojatniji. Vjerojatna veličina udarne glave bila je 5-10 m u promjeru.